# Vanellus superciliosus
Vanellus superciliosus là một loài chim trong họ Charadriidae.